# Barry (Mischlingshund)
Barry, auch Bari, († 1947) wurde bekannt als der Hund von Kurt Franz, dem letzten Kommandanten des  Vernichtungslagers Treblinka.

## Leben
Barry war ein schwarz-weiß gefleckter Mischlingshund, überwiegend mit den Merkmalen eines Bernhardiners; seine Größe wird mit der eines Kalbes verglichen. Barrys Herkunft lässt sich bis in das Lager Trawniki zurückverfolgen: Der dortige Lagerkommandant Karl Streibel übergab den Hund Ende 1941 oder im Verlauf des Jahres 1942 an Franz Stangl. Stangl war seit April 1942 Kommandant des Lagers Sobibor. Während Trawniki ein Zwangsarbeitslager war, waren die Lager Sobibor und Treblinka Vernichtungslager der Aktion Reinhardt. Im September 1942 wurde Stangl als Kommandant in das Vernichtungslager Treblinka versetzt. Bei einem Besuch in Sobibor Ende 1942 oder Anfang 1943 nahm Stangl Barry mit nach Treblinka.
In Treblinka ging Barry mit Kurt Franz eine „Hund-Herren-Bindung“ ein. Franz, zunächst stellvertretender Kommandant von Treblinka, ließ sich auf seinen Kontrollgängen durch das Lager von Barry begleiten. Mit der Pflege des Hundes wurde ein tschechischer Häftling beauftragt. Die Verpflegung des Hundes war besser als die der Arbeitshäftlinge. Nach dem Aufstand von Treblinka am 2. August 1943 löste Franz den bisherigen Kommandanten Stangl ab. Im November 1943 wurde das Lager Treblinka geschlossen. Kurt Franz wurde nach einem kurzen Aufenthalt in Sobibor nach Norditalien versetzt. Den Hund Barry übergab er Friedrich Struwe, dem Chefarzt des deutschen Reservelazaretts in Ostrow, etwa 15 Kilometer nördlich von Treblinka. Nach späteren Aussagen von Kurt Franz war Struwe „damals derjenige, den ich aufzusuchen pflegte, wenn ich irgendwelche Sorgen hatte.“ Barry ging nach einiger Zeit mit Friedrich Struwe eine neue „Hund-Herren-Bindung“ ein; gewöhnlich lag er unter oder neben dem Schreibtisch im Arbeitszimmer des Arztes. Im Lazarett Ostrow wurde Barry „das große Kalb“ genannt. 1944 brachte Struwe den Hund zu seiner in Schleswig-Holstein lebenden Frau. Später übernahm der Bruder von Struwe den Hund. Zwei Jahre nach Kriegsende wurde Barry wegen Altersschwäche eingeschläfert.

## Nachwirkung
In Berichten von Überlebenden der Vernichtungslager Sobibor und Treblinka wurde der Hund Barry mehrfach erwähnt. Als Kurt Franz am 2. Dezember 1959 in Düsseldorf verhaftet wurde, wurde ein Fotoalbum gefunden, in dem eine Seite mit „Schöne Zeiten“ überschrieben war. Im Album waren auch Bilder von Barry zu finden.
Franz und neun weitere Angehörige des Lagerpersonals waren Angeklagte im Treblinka-Prozess, der vom 12. Oktober 1964 bis zum 24. August 1965 vor dem Schwurgericht beim Landgericht Düsseldorf stattfand. Neun Überlebende des Vernichtungslagers berichteten während des Verfahrens in Zeugenaussagen von ihren Beobachtungen, wie Kurt Franz seinen Hund Barry auf Häftlinge gehetzt habe. Franz habe die Worte „Mensch, fass den Hund!“ benutzt. Mit „Mensch“ sei Barry, mit „Hund“ der Häftling gemeint gewesen. Barry sei aber auch auf Häftlinge losgegangen, wenn Franz diese nur angebrüllt habe. Entsprechend seiner Größe habe Barry häufig in das Gesäß oder den Unterleib der Häftlinge gebissen, mehrfach auch in die Genitalien der männlichen Häftlinge, wobei er die Genitalien teilweise abbiss. Bei weniger kräftigen Häftlingen sei es Barry gelungen, diese zu Boden zu werfen und „bis zur Unkenntlichkeit zu zerfleischen.“ Kurt Franz habe anschließend die von Barry angefallenen Häftlinge erschossen oder deren Erschießung angeordnet. Der in Düsseldorf mitangeklagte August Miete bestätigte Angriffe Barrys auf Häftlinge. Im Prozessverlauf gab Miete auch zu, von Barry angegriffene Häftlinge erschossen zu haben.
Kurt Franz bezeichnete die Zeugenaussagen als „infame Lüge“; Barry sei „gutmütig und spielerisch veranlagt gewesen“. Andere Zeugen erklärten, wenn Kurt Franz in Treblinka nicht anwesend gewesen sei, habe man Barry streicheln und auch necken können, ohne dass der Hund jemandem etwas getan habe. Der ebenfalls als Zeuge in Düsseldorf geladene Friedrich Struwe sagte aus, Barry habe in Ostrow niemandem etwas zuleide getan. Er habe im Lazarett den Hund bei sich gehabt, wenn er Hunderte von nackten, in einer Reihe angetretenen Soldaten auf ihre „Fronttauglichkeit“ untersucht habe, Barry habe die Soldaten nicht angefallen.
Angesichts der widersprüchlichen Zeugenaussagen beauftragte das Düsseldorfer Gericht Konrad Lorenz, damals Direktor des Max-Planck-Instituts für Verhaltensforschung im oberbayerischen Seewiesen, mit der Erstellung eines Gutachtens. Lorenz erklärte im Gutachten Das Verhalten des Hundes Barry: wenn Hunde eine „Hund-Herren-Bindung“ eingingen, könnten sie förmlich erahnen, was für Absichten der Herr habe. Der Hund sei „das Spiegelbild des Unterbewusstseins seines Herrn“; dies gelte insbesondere für Mischlingshunde, die feinfühliger als reinrassige Hunde seien. In der von Lorenz noch „Verhaltensphysiologie“ genannten Wissenschaft sei es anerkannt, dass ein Hund zu unterschiedlichen Zeiten harmlos und gefährlich sein könne. Ein Hund passe sich hierbei den Stimmungen und Launen seines Herrn an. Der Charakter eines Hundes könne sich auch völlig wandeln, wenn er, wie Barry, eine neue „Hund-Herren-Bindung“ eingehe.
Das Düsseldorfer Gericht sah in seiner Urteilsbegründung die Einlassungen von Kurt Franz als „durch die erhobenen Beweise in vollem Umfang widerlegt“ an. Allerdings hielt es den von Zeugen geäußerten Verdacht, Kurt Franz habe Barry gezielt darauf abgerichtet, Häftlingen die Genitalien abzubeißen, für nicht erwiesen. Es sei aber nicht auszuschließen, dass Franz ein derartiges Verhalten „nicht ungern“ gesehen habe. Adalbert Rückerl, Leiter der Ludwigsburger Zentralstelle, meinte 1977 zu den zehn Seiten des Urteils, die sich mit dem Verhalten von Barry beschäftigten, sie „vermitteln einen Eindruck davon, welche Mühe und Sorgfalt die Richter für die Aufklärung einzelner Tatvorwürfe verwendet haben.“
Der Schriftsteller Christian Geissler nahm im Gedicht „im frühtau“ Bezug auf Barry. Der Politikwissenschaftler Tom Lampert widmete 2001 dem Hund ein Kapitel seines Buches Ein einziges Leben. Acht Geschichten aus dem Krieg. Der Autor Walter Laufenberg verwies 2008 im Titel seines Romans Der Hund von Treblinka auf Barry.